# Bernd Hoffmann (Jazzhistoriker)
Bernd Hoffmann (* 1953) ist ein deutscher Jazzjournalist und Musikwissenschaftler.

## Leben
Hoffmann wurde 1985 an der Pädagogischen Hochschule des Rheinlandes in Köln mit dem Dissertationsthema Der Reflex afro-amerikanischer Musik in deutschsprachigen Musik- und Rundfunkzeitschriften 1900–1945 promoviert. Danach arbeitete er für den Hörfunk der ARD und andere Sender. Für den WDR 3 moderierte er in den 1990er Jahren unter anderem in den Sendungen MusikHaus WDR und WDR 3 Konzert. Zwischen 2002 und 2018 leitete er die Jazzredaktion des WDRs. Hier setzte er sich für eine Kooperation mit wichtigen Jazzclubs (wie dem Stadtgarten in Köln oder dem domicil in Dortmund) und Jazzfestivals in Nordrhein-Westfalen ein. Beim WDR initiierte er den WDR-Jazzpreis und WDR 3 Campus Jazz (eine Kooperation mit den Musikhochschulen in Nordrhein-Westfalen). Er ist Gründungsmitglied der Bundeskonferenz Jazz, war zwölf Jahre lang Vorsitzender des Arbeitskreises Studium Populärer Musik (ASPM) und 2005 Gründer des Vereins Radio Jazz Research, dem Journalisten, Wissenschaftler und Jazzveranstalter angehören.
Als Musikwissenschaftler beschäftigte er sich mit der Rezeption des Jazz in Deutschland, mit Ragtime, Blues, Sacred Singing und Videoclip-Analyse. Er ist Herausgeber mehrerer Bände der Reihe Jazzforschung der Internationalen Gesellschaft für Jazzforschung in Graz. Mit deren langjährigem Leiter Alfons M. Dauer realisierte er auch eine Hörfunkreihe im WDR (Zur Weltgeschichte der Volksmusik, 1992/93). Später arbeitete er in mehreren Sendereihen mit dem Grazer Philologen und Jazzforscher Maximilian Hendler zusammen (Sail away 2001/2 über den Einfluss der neuzeitlichen Schifffahrt auf die Verbreitung europäischer Musik in anderen Weltteilen, In the Beginning 2006–2008 zur Vorgeschichte des Jazz).
Hoffmann habilitierte sich 2003 an der Universität für Musik und Darstellende Kunst in Graz und hatte einen Lehrauftrag an der Universität zu Köln (Seminar für Musikpädagogik) und der Musikhochschule Köln (Seminar Jazz). 
Das Album Blauklang Projekt von Vince Mendoza, das Hoffmann für den WDR produzierte, wurde 2009 für den Grammy nominiert.

## Schriften (Auswahl)
- Der Reflex afro-amerikanischer Musik in deutschsprachigen Musik- und Rundfunkzeitschriften 1900–1945. (Jazzforschung. Band 35). Graz 2003 (Dissertation).
- Herausgeber mit Franz Kerschbaumer, Franz Krieger, Thomas Phleps (Hrsg.): Festschrift Ekkehard Jost zum 65. Geburtstag. (Jazzforschung. Band 34). Akademische Druck- und Verlagsanstalt, Graz 2002.
- Herausgeber mit Helmut Rösing: ...und der Jazz ist nicht von Dauer. Aspekte afro-amerikanischer Musik. Festschrift Alfons Michael Dauer. Coda Musikverlag, Graz 1998.
- "Zugunsten der deutschen Jugend". Zur Rezeption afro-amerikanischer Musik in der Nachkriegszeit. In: Wolfram Knauer (Hrsg.): Duke Ellington und die Folgen. (Darmstädter Beiträge zur Jazzforschung. Band 6). Wolke Verlag, 2000.
- Zur westdeutschen Hot-Club-Bewegung der Nachkriegszeit, in Robert von Zahn (Hrsg.): Jazz in Nordrhein-Westfalen seit 1946, Musikland NRW Band 1, Köln 1999, S. 64–89.
- Die Mitteilungen. Anmerkungen zu einer verbotenen Fanpostille, In: Wolfram Knauer (Hrsg.): Jazz in Deutschland. (Darmstädter Beiträge zur Jazzforschung. Band 4). Wolke Verlag, 1996.